# Cneorane fulvicornis
Cneorane fulvicornis es un coleóptero de la familia Chrysomelidae.
Fue descrita científicamente en 1889 por Jacoby.